# 23011 Petach
23011 Petach este un asteroid din centura principală de asteroizi.

## Descriere
23011 Petach este un asteroid din centura principală de asteroizi. A fost descoperit pe 14 noiembrie 1999 la Socorro, New Mexico, în cadrul proiectului LINEAR. Asteroidul prezintă o orbită caracterizată de o semiaxă mare de 2,38 ua, o excentricitate de 0,17 și o înclinație de 5,5° în raport cu ecliptica.